# Majaron
Majaron (majarón, znanstveno ime Origanum majorana L. oz. Majorana hortensis Moench) je grmičasta začimbna rastlina iz družine ustnatic.

## Opis
Visok je med 20 in 40 cm in ima premer do 20 cm. Steblo je rahlo olesenelo. Poganjki so rdečkasti, štirirobi, močno razrasli in z dlakavimi, drobnimi in jajčastimi listi. Od junija ima majhne bele in vijoličaste cvetove.

## Razširjenost
Izvira iz severne Afrike. Je starejši sorodnik origana. Samoniklo raste v jugovzhodni Evropi ter jugovzhodni in srednji Aziji. Na celini težje uspeva in je enoletna rastlina, v ugodnejši klimi pa je trajnica.

## Kemična sestava
Vsebuje 0,7 do 3,5% eteričnega olja (do 40% terpentina, sabinena in drugih terpenov; d-terpineol, borneol), čreslovine, grenko snov, sluz in rudninske snovi.

## Pridelava
Zelo je občutljiv na zmrzal. Razmnožuje se iz semen ali sadik, ki se jih v ta namen lahko tudi razpolovi. Seje se v maju, ko so tla in zrak dovolj topla. Potrebuje več kot 20 stopinj, da kali. Ker so semena drobna, jih je hitro lahko preveč. Ljubi sonce in potrebuje manj vode. Pri zalivanju se ne sme pretiravati tudi zato, da ohrani močan okus. Občutljiv je na pomanjkanje vode ob kalitvi in razraščanju. Najbolje uspeva na lahkih, prepustnih in hranljivih tleh z veliko humusa, ki ne smejo biti preveč kisla. Težki zemlji se doda pesek.
Nabira se ga od junija do septembra. Najboljše mlade vršičke se poreže tik pred cvetenjem. Suši se cele poganjke v snopih, ki se jih obesi v senci. Posušene liste in cvetove se hrani v neprodušno zaprti posodi v temnem prostoru.
Za zimsko gojenje se majaron posadi v glinen lonček ali zaboj, ki je postavljen na toplem in izrazito svetlem mestu.

## Uporaba

### Kulinarika
Po okusu sta mu sorodna origano in timijan. Lahko se ga meša z ostalimi začimbami z izjemo origana.
Uporablja se sveže ali posušene liste in cvetne vršičke. Mastno hrano naredi lažje prebavljivo. Je ena glavnih začimb za jetrne, kašnate in mesne klobase (npr. krvavica, tlačenka). Priporočen je za mesne mase in nadeve, svinjsko meso in perutnino, obare, godlje, nadeve za gosi in race, postne juhe in nasploh postne jedi, krompirjeve jedi, kvašo pri divjačini in začinjanje kisa.
Svež ali posušen majaron je sestavina idrijskih žlikrofov s certifikatom »zajamčena tradicionalna posebnost«.

### Zdravilstvo
Je eden od možnih dodatkov za svinjsko mast ali loj za izdelavo preproste maže za nego mrzlih in premočenih nog. Eterično olje se uporablja za nego pri krčnih žilah in revmi.

### Zaščita
Omenjen je bil kot sredstvo proti moljem pri hranjenju krzna. Majaronovo olje se v slovenskem čebelarstvu zaradi sestavine timol uporablja za zatiranje varoj, največkrat v kombinaciji z mravljinčno kislino. Je razmeroma nenevarno za čebele.